# 張勲復辟

清
大淸

国歌: 鞏金甌

張勲復辟（ちょうくんふくへき）は、1917年7月1日から7月12日までの12日間、清朝の旧臣張勲が、清朝の廃帝である愛新覚羅溥儀を復位させた事件。

## 経緯

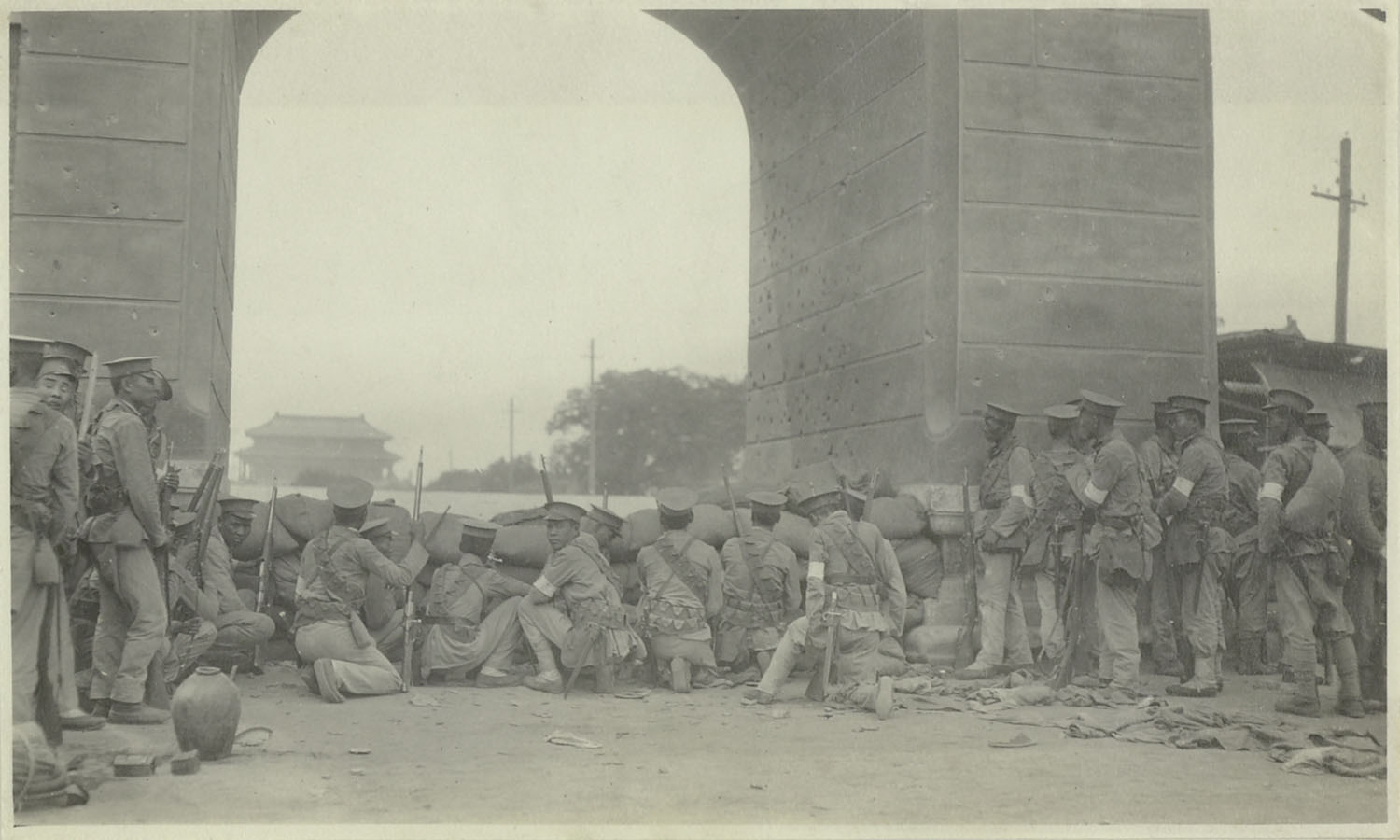
1917年7月12日、北京の東安門に駐留する北洋政府の「討逆軍」兵士

中華民国では1917年5月から対ドイツ参戦をめぐって、大総統黎元洪と国務総理段祺瑞との間に府院の争いが起こっており、日本は段祺瑞を、イギリスとアメリカは黎元洪・馮国璋を支持していた。黎元洪は段祺瑞を罷免しようとし、段祺瑞はそれに対抗して配下の各省督軍に独立を宣言させた。黎元洪は安徽督軍の張勲に北京に入って調停するように要請した。6月、張勲は3000の兵を率いて北上し、14日に北京に入った。6月30日、紫禁城内では陳宝琛らが「御前会議」を開いて、清朝復活の陰謀を企て、その日の深夜に駅や郵便局に放火して、黎元洪に「大政奉還」を勧めた。
7月1日、張勲・陸軍総長王士珍・歩軍統領江朝宗・警察総監呉炳湘・第十二師長陳光遠・第十三師長李進才・康有為・劉廷琛・沈曽植・労乃宣ら300人が正式に溥儀を擁立して、黎元洪を一等公とし、張勲・王士珍・陳宝琛・梁敦彦・劉廷琛・袁大化・張鎮芳を内閣議政大臣とし、民国6年を宣統9年と改め、五色旗を龍旗に改め、清朝の官制を復活させた。張勲は議政大臣に直隷総督・北洋大臣を兼ねることになった。
この知らせが伝わると、世論は清朝の復活に反対した。黎元洪は協力を拒否し、日本大使館に逃げ込み、各省に出兵して討伐するよう電報を打った。7月4日、梁啓超は天津馬工場で張を討つことを誓った。梁啓超の起草した『代段祺瑞が張勲の復辟を討つ』を読み、将軍都督に協力して民国を守るよう呼びかけた。段祺瑞は「討逆軍」を組織し、7月7日に廊坊で張勲軍を破った。7月12日、「討逆軍」は北京に入城し、溥儀は張勲の辞職と自身の退位を宣言した。張勲はオランダ大使館から天津の租界に逃れ、康有為が米国大使館に逃げ込み、復辟は失敗に終わった。
復辟には、イデオローグとして康有為が関わっていたほか、第一次世界大戦において中華民国の対ドイツ参戦を望まないドイツ帝国が背後にいたとされている。

## 影響
張勲が黎元洪に迫って国会を解散させたため、孫文は広州で国会議員に南下するように呼び掛け、さらに各省の中華革命党員に討伐を命令した。これが護法運動につながっていく。

## 主要関連人物

関連人物
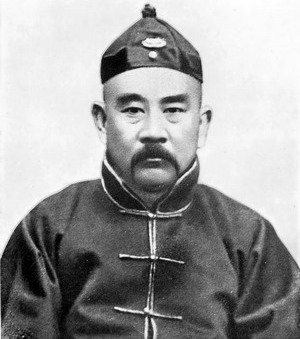
張勲
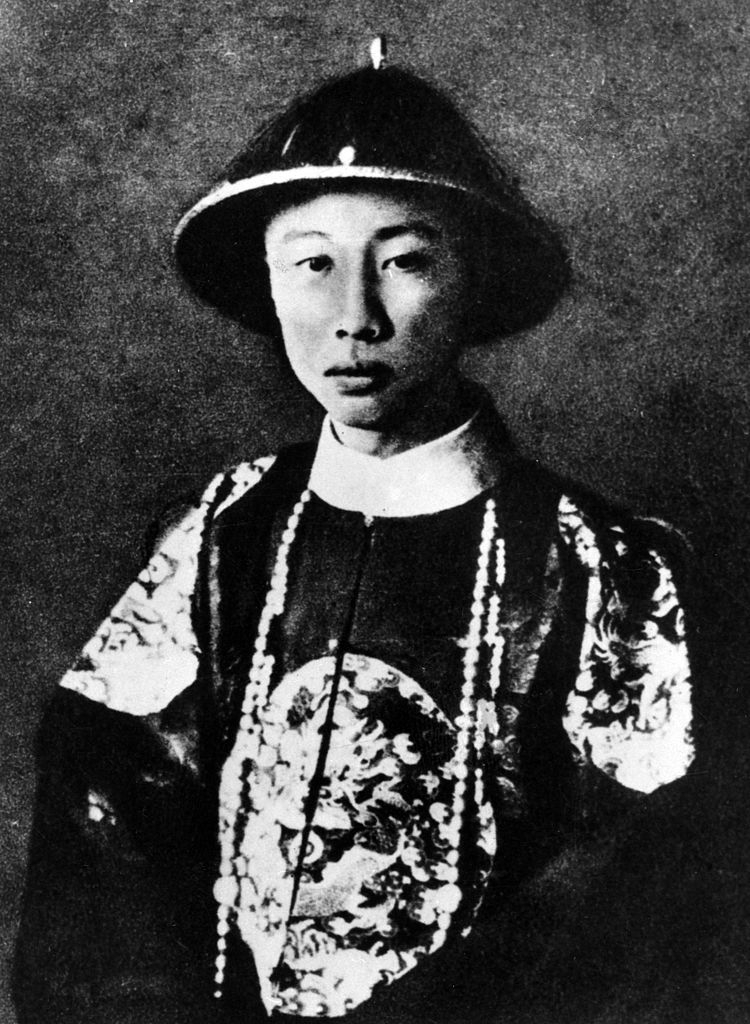
愛新覚羅溥儀
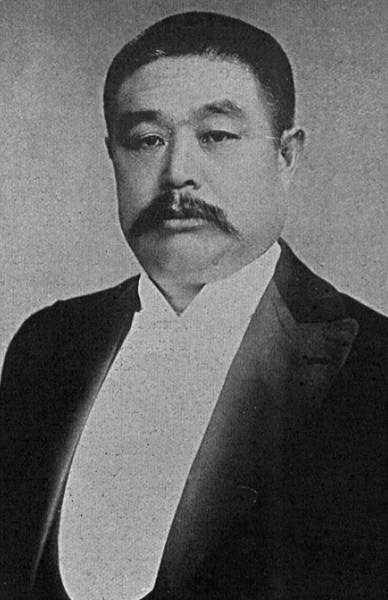
黎元洪
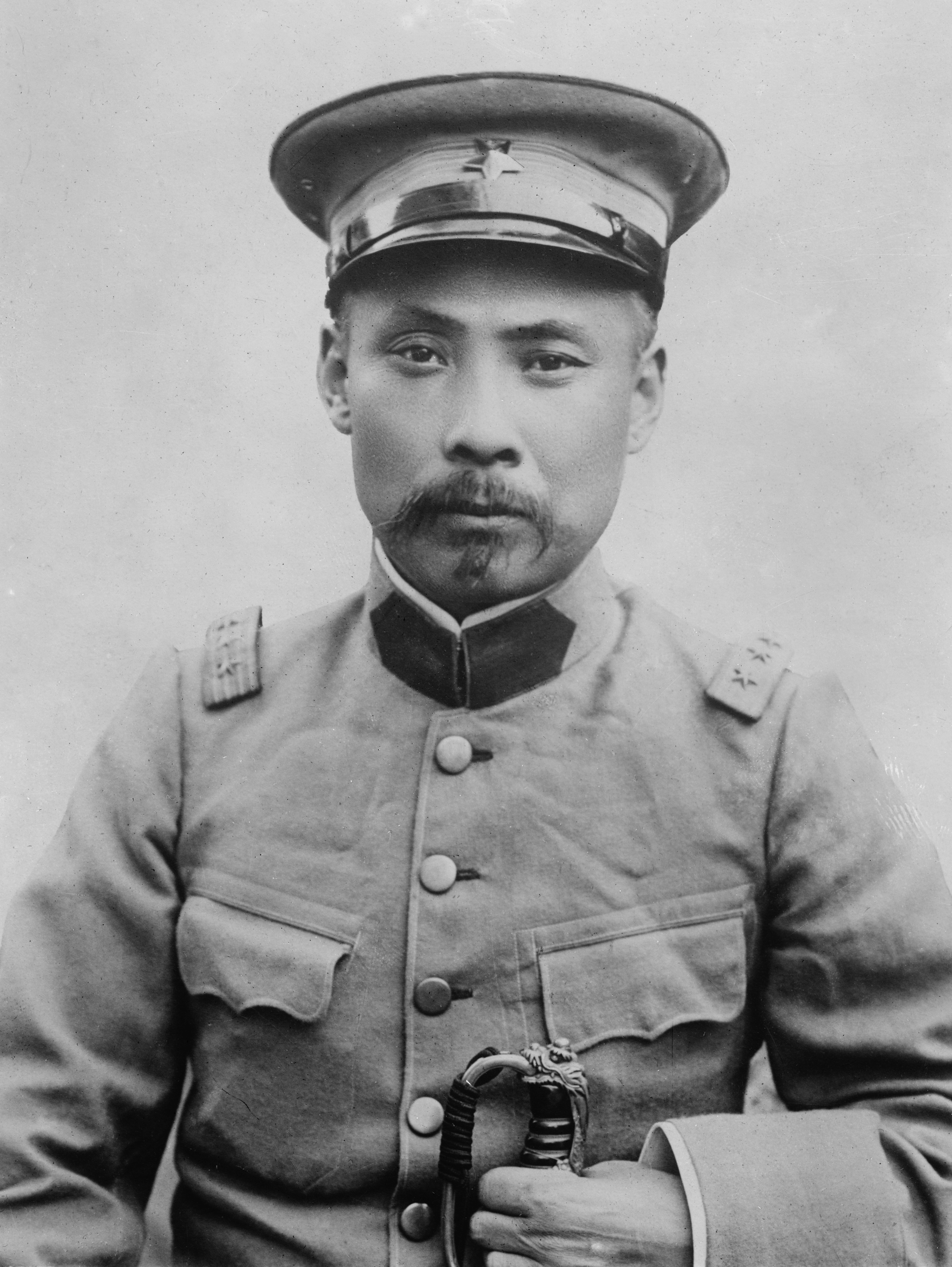
段祺瑞
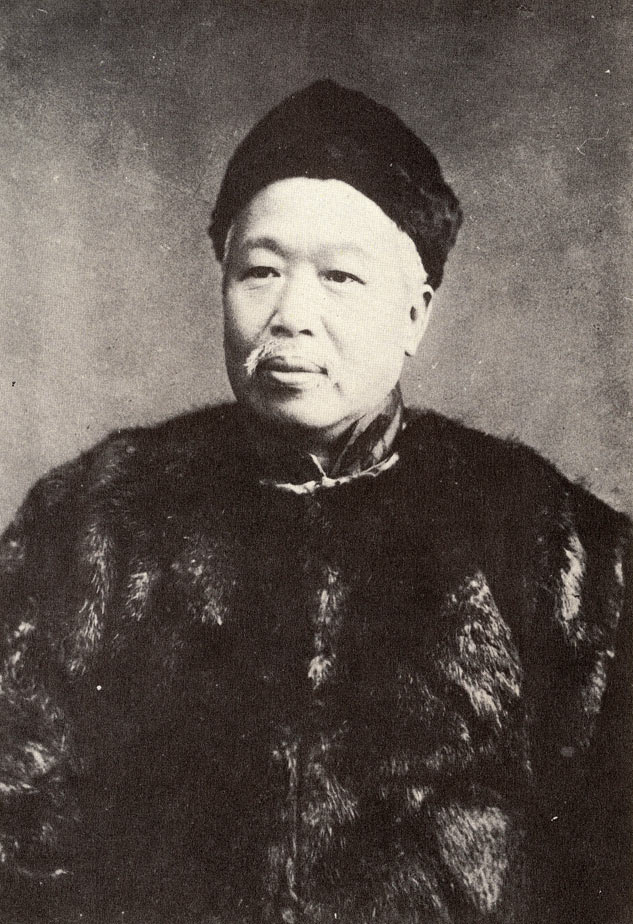
康有為